# کاساندره
کاساندره (انگلیسی: Cassandre; ۲۴ ژانویهٔ ۱۹۰۱ – ۱۷ ژوئن ۱۹۶۸) نقاش، طراح گرافیک، سنگ‌تراش، و طراح اهل روسیه بود.